# Grosso veneziano
Il grosso veneziano era una moneta veneziana largamente diffusa nei commerci con gli stati esteri. Fu emessa nella Repubblica di Venezia a partire dal 1192 durante il governo del doge Enrico Dandolo

## Storia

### Il grosso matapan
Nel IX secolo per poter commerciare agevolmente con il Sacro Romano Impero la Repubblica di Venezia fu costretta a dare il via alla coniazione del denaro, una piccola moneta d'argento su cui si basava l'intera monetazione carolingia. Progressivamente però le zecche iniziarono svalutare il denaro coniandolo con leghe di qualità via via inferiore, arrivati alla fine del XII secolo il denaro non poteva più essere considerato una moneta valida per i grandi commerci, così su richiesta dei mercanti veneziani il doge Enrico Dandolo, insediatosi nel 1192, decise di attuare una drastica riforma monetaria.
Svalutato ulteriormente il denaro il doge decise di introdurre a Venezia il grosso, una moneta caratterizzata da una lega di argento relativamente puro e dal peso di 2,2 grammi che al cambio valeva 24 denari (oppure 2 soldi). A dispetto del denaro il grosso veneziano mantenne invariato il suo contenuto d'argento per lungo tempo, tanto che già nel 1204 il grosso veniva convertito in 26 denari, inoltre generò una nuova unità di conto la libra grossorum dal valore di 240 grossi, ovvero di 6240 denari a loro volta convertibili in 26 lire. Con questa purezza e queste specifiche nella seconda metà del XIII secolo il grosso iniziò ad essere accettato a livello internazionale fu coniato ininterrottamente fino al 1356 durante il dogato di Andrea Dandolo.
La moneta fu soprannominata grosso matapan, dove matapan è una parola veneziana che deriva dall'arabo mautabān che significa Cristo seduto, in riferimento all'iconografia della moneta.

### Il grosso tra il XIV e il XV secolo
La coniazione dello zecchino d'oro iniziata nel 1284 rese il grosso una moneta di importanza internazionale via via minore così a dieci anni dall’ultima coniazione il doge Andrea Contarini nel 1382 riprese a battere moneta riducendo la quantità di argento contenuta e apportando alcuni cambiamenti stilistici. L'iconografia fu ulteriormente modificata dal doge Antonio Venier che coniò questo nuovo grosso contenente meno argento tra il 1400 e il 1423. Il grosso fu ulteriormente svalutato riducendone il peso nel 1423 dal doge Francesco Foscari, cambiò nome in "grossetto" e continuò ad essere coniato in questa forma fino al 1471.

## Monete
| Immagine | Descrizione | Descrizione | Anni di coniazione | Parametri tecnici | Parametri tecnici | Parametri tecnici |
| Immagine | Dritto | Rovescio | Anni di coniazione | Peso              | Diametro          | Composizione      |
| -------- | --- | --- | ------------------ | ----------------- | ----------------- | ----------------- |
|          | • io • danvul' • dvx • s • m • veneti • intorno al doge Giovanni Dandolo che insieme a San Marco sorregge il vessillo ducale a tre code | Cristo pantocratore seduto in trono sormontato dalla scritta sopralineata ic xc                                                   | 1192 – 1356        | 2,2 g             | 21 mm             | Argento 965‰      |
|          | andr ctaren • dvx • s • m • veneti • intorno al doge Andrea Contarini che rivolto verso San Marco e ornato dal corno ducale sorregge con lui il vessillo ducale a tre code                                                                         | Cristo pantocratore seduto in trono sormontato dalla scritta sopralineata ic xc e affiancato da una stella a cinque punte e una f | 1382 – 1400        | 2,0 g             | 21 mm             | Argento 952‰      |
|          | anto:venerio • dvx • s m veneti intorno al doge Antonio Venier che rivolto verso San Marco e ornato dal corno ducale sorregge con lui il vessillo ducale a tre code, i due sono tra due stelle a sei punte                                         | • i • gloria • • + • tibi • lavs • intorno a Cristo pantocratore seduto in trono                                                  | 1400 – 1423        | 1,9 g             | 21 mm             | Argento 912‰      |
|          | fra foscari • dvx • s m veneti intorno al doge Francesco Foscari che rivolto verso San Marco e ornato dal corno ducale sorregge con lui il vessillo ducale a tre code, i due sono tra le lettere n c che indicano il mastro di zecca Natale Corner | • i • gloria • • + • tibi • lavs • intorno a Cristo pantocratore seduto in trono                                                  | 1423 – 1471        | 1,4 g             | 19 mm             | Argento 912‰      |